# Johan F. L. Dreier
Johan Friedrich Leonard Dreier (* 7. April 1775 in Trondheim; † 16. Dezember 1833 in Bergen, Norwegen) war ein norwegischer Maler, Zeichner und Illustrator.

## Leben

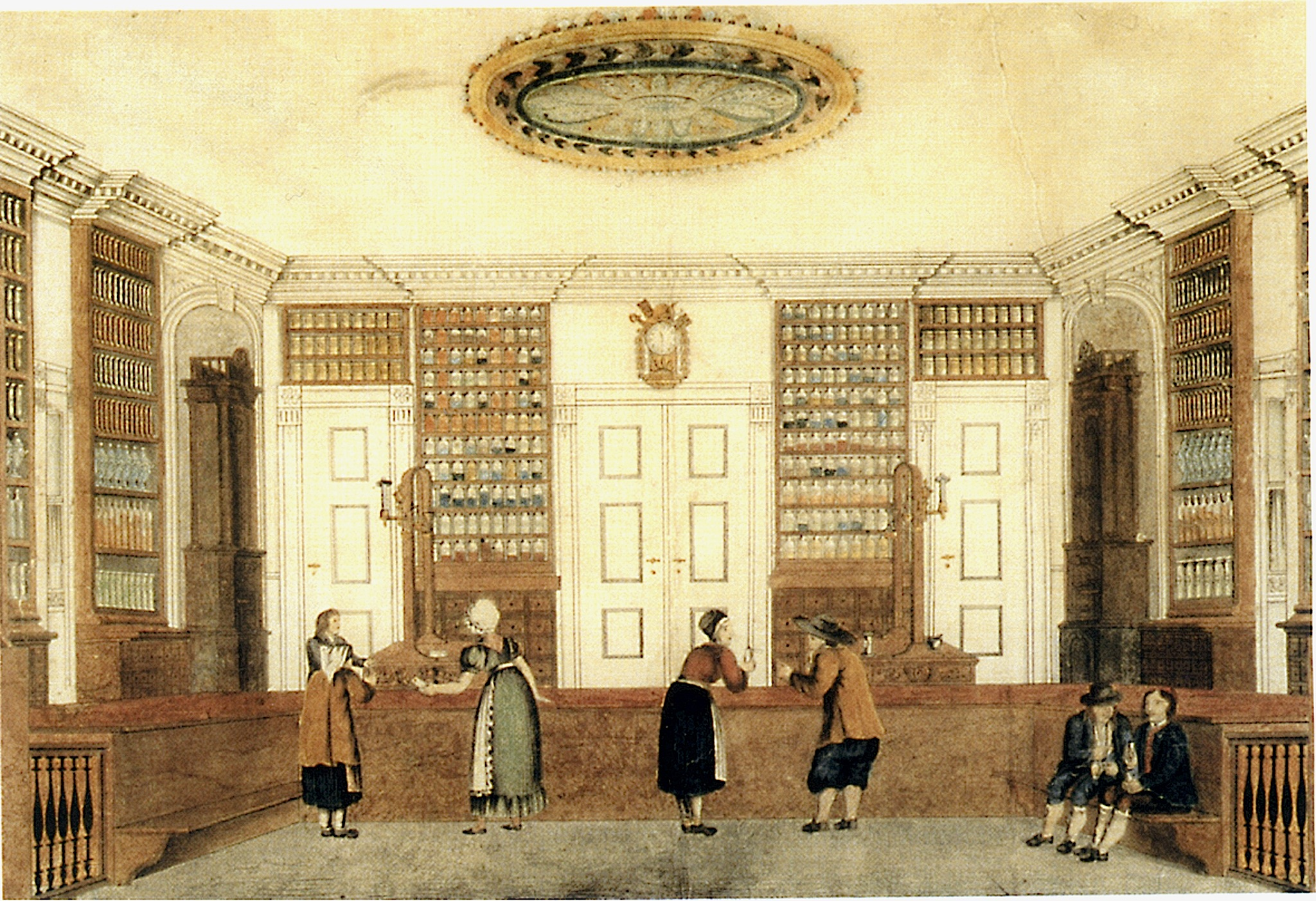
J. F. L. Dreier: Innenansicht der Löwen-Apotheke in Bergen

Dreier, der auch Malunterricht gab, begann seine Tätigkeit etwa 1789 als Wanderkünstler an der norwegischen Westküste. Seit etwa 1795 ist er auch durch Signaturen belegt. Er schuf Miniaturporträts, dokumentierte umfangreich Volkstrachten sowie Land und Leute in der Region um Bergen, wo er um 1801 auch fest ansässig wurde. Seine Zeichnungen der Volkstrachten wurden 1917 von Einar Lexow für das Norsk Folkemuseum in Buchform veröffentlicht. Seine lebendigen wie exakten Stadtprospekte von Bergen und anderen Städten Norwegens vermitteln ein Bild städtischen Lebens zu Beginn des 19. Jahrhunderts. Seine Veduten gehören zum Sammlungsbestand der Museen in Bergen, aber seine Zeichnungen gelangten auch in den Besitz des Britischen Museums in London.